# BX (manga)
Pour les articles homonymes, voir BX.
BX  est un manga de Mari Okazaki en un volume qui est parus au Japon en 1998. En France le titre est édité par Delcourt en 2004.

## Histoire
Nenohi est une lycéenne qui couche souvent avec des garçons, même peu de temps après les avoir rencontrés et même si elle ne sait pas toujours qui ils sont. En rentrant d'une soirée arrosée dans un bar, elle va rencontrer un boxeur et se retrouve dans le gymnase de ce dernier, dans un état d'ivresse totale. Ce boxeur a la ferme ambition de devenir champion du monde et Nenohi va tomber éperdument amoureuse de lui. Lui ne pense malheureusement qu'à son art. Il s'entraîne avec passion et rage, comme s'il cherchait à oublier un évènement douloureux de son passé. Nenohi ne sait plus quoi faire. Avec chaque journée qui passe, elle sent son amour pour lui grandir démesurément.

### Personnages
- Nenohi : Héroïne de l'histoire, très amoureuse d'Usagi.
- Usagi : De son vrai nom Hiroyuki Nagami, c'est un talentueux boxeur, mais il a perdu la mémoire quand il était plus petit : il a mélangé ses souvenirs et souffre d'un grave traumatisme issu de son passé.
- Yoshinobu : Ami de Nenohi, mais aussi de Usagi, il est amoureux de Kasumi, la sœur de Usagi.
- Kasumi : Sœur de Usagi.
- Eri : Amie de Nenohi et de Usagi, elle déteste Kasumi.
- Sako : Rivale de Usagi.

### Commentaire
Mari Okazaki est une spécialiste des shōjo (plutôt sombre), elle a entre autres édité Déclic amoureux, Le Cocon, 12 mois, et encore d'autres.